# Liste der Kulturgüter in Mathod
Die Liste der Kulturgüter in Mathod enthält alle Objekte in der Gemeinde Mathod im Kanton Waadt, die gemäss der Haager Konvention zum Schutz von Kulturgut bei bewaffneten Konflikten, dem Bundesgesetz vom 20. Juni 2014 über den Schutz der Kulturgüter bei bewaffneten Konflikten sowie der Verordnung vom 29. Oktober 2014 über den Schutz der Kulturgüter bei bewaffneten Konflikten unter Schutz stehen.
Objekte der Kategorien A und B sind vollständig in der Liste enthalten, Objekte der Kategorie C fehlen zurzeit (Stand: 13. Oktober 2021).

## Kulturgüter
| Foto |                                                         | Objekt | Kat. | Typ | Standort                              | Beschreibung |
| ---- | ------------------------------------------------------- | --- | ---- | --- | ------------------------------------- | ------------ |
| ja   | Datei hochladen · Wikidata zu Schloss Mathod (Q2969836) | Schloss mit Reithalle, Haus, Nebengebäude, Brunnen und Chor der alten Kirche / Château avec manège, habitation, dépendance, fontaine et chœur de l’ancienne église KGS-Nr.: 6231 | A    | G   | Route de Suscévaz 2–4 533344 / 179783 |              |
| BW   | Datei hochladen · Wikidata zu (Q29891119)               | Marendaz-Haus und Brunnen / Maison Marendaz et fontaine KGS-Nr.: 6232 | B    | G   | Rue de la Forge 25 533300 / 179746    |              |